# El Reemplazante
El Reemplazante è una serie televisiva cilena trasmessa dalla Televisión Nacional de Chile, basata su una storia che ruota attorno ad un operatore finanziario che causa perdite alla sua azienda e deve lavorare come insegnante. È stato creato da Javier Bertossi, Nimrod Amitai ed Ignacio Arnold. La sceneggiatura era affidata ad Hernán Rodríguez Matte che guidava un team di otto scrittori, tra cui Pablo Paredes, Cristóbal Díaz e Enrique Videla.
El Reemplazante è diventato uno dei grandi vincitori dei fondi annuali del Consejo Nacional de Televisión en 2011. Il progetto è stato premiato dal canale televisivo Televisión Nacional de Chile. La sovrapproduzione ha ricevuto circa 122084382 $ pesos dal Consejo Nacional de Televisión e il resto del finanziamento è stato fornito dalla Televisión Nacional de Chile, che ammonta a circa un milione di dollari. Dopo la sua fine, ha ottenuto commenti positivi e il segnale di stato ha deciso di fare la sua seconda stagione. La prima stagione è stata rilasciata il 1º ottobre 2012 ed è stata rinnovata per una seconda stagione rilasciata il 9 ottobre 2013. Nel 2017 la serie è stata acquisita da Netflix.
La sua storia è simile a quella di Pensieri pericolosi, un film del 1995, in cui il personaggio di Michelle Pfeiffer lascia la sua carriera di marine per diventare insegnante in una scuola frequentata da giovani emarginati.

## Trama

### Prima stagione
Carlos Valdivia è un importante ingegnere che lavora come dirigente per una società di investimenti finanziari a Sanhattan. La sua ambizione e il suo orgoglio lo portano a fare una mossa rischiosa in borsa che si conclude con una grande perdita per l'azienda per cui lavora. Rafael, il titolare dell'azienda e che per lui è stato quasi un padre, si sente tradito e lo licenzia. Sebbene non abbia agito da solo, Carlos è l'unico che finisce per pagare l'audacia con tre mesi di carcere. Infatti Rosario, figlia del proprietario ed amante segreta di Carlos, gli ha consegnato le chiavi del software per eseguire l'operazione.
Uscito di prigione ed in rovina finanziaria, Carlos torna nel comune di San Miguel dove vive con suo padre, un insegnante vedovo alla scuola Principe Carlos, e suo fratello Pancho, anch'esso insegnante. Sono loro che lo spingono a ricostruire da capo la sua vita e ad essere il sostituto dell'insegnante di matematica.
Sul lavoro Carlos conosce Ana, la bella insegnante di arti plastiche ed un gruppo di giovani, i suoi studenti, che imparerà a capire e ad amare. Nonostante il suo primo giorno di scuola, a causa della poca esperienza e della difficoltà di lavorare con i giovani a rischio sociale, si riveli un disastro, a poco a poco Carlos conosce i problemi, i sogni e le illusioni di questo gruppo di giovani di Enseñanza Media e decide di fare tutto il possibile per dare loro un'istruzione migliore. In questo percorso, Carlos Valdivia si impegnerà come non aveva fatto prima con altre persone e riarmerà la sua vita con altri valori.

### Seconda stagione
All'insaputa di Carlos, che era in trattative per acquistarla, la scuola viene venduta alla Corporación Educacional Los Cóndores.  Arrivano nuove autorità, che spingono Ana alle dimissioni.
Gli studenti di Carlos frequentano il 4° medio, l'ultimo anno di istruzione secondaria; arrivano anche nuovi studenti: due giovani peruviani Rosa Pizarro, che inizierà una storia d'amore con il suo compagno Andrés - “Zafrada”, e suo fratello Víctor, che dovrà affrontare il bullismo xenofobo. Oltre a Gerardo Munizaga, un giovane di tendenza neonazista, che farà il prepotente con Víctor; è il figlio di Lucía Sánchez, un paramedico, ed ex compagna di scuola di Carlos, con il quale avrà una relazione, influenzando la precaria stabilità emotiva di Gerardo ed accentuando i suoi comportamenti violenti.
Il finale della serie rimane aperto: dopo l'addio al celibato, Gerardo ed altri giovani neonazisti attaccano brutalmente Víctor, lasciandolo in coma, così Gerardo finisce in prigione e Carlos lontano da Lucía. Il corso viene spostato e sostiene Victor e la sua famiglia.
Dopo i risultati del test di selezione universitario, è dimostrato che Andrés era un punteggio massimo nazionale in matematica e desidera studiare pedagogia, così come i percorsi degli altri suoi compagni di classe.
Nieves Mondaca, direttrice della scuola, propone a Carlos di partecipare ad un nuovo progetto educativo, senza la Corporación Los Cóndores
Nella scena finale, Carlos viene avvicinato da Claudio, trafficante di droga della città , che gli chiede un turno di mano, per aver aiutato Jenny.

## Personaggi

### Principali
| Attore                | Personaggio                 | Stagioni       | Stagioni       |
| --------------------- | --------------------------- | -------------- | -------------- |
| Iván Álvarez de Araya | Carlos "Charlie Valdivia    | Stagione 1 e 2 | Stagione 1 e 2 |
| Sergio Hernández      | Dionisio Valdivia           | Stagione 1 e 2 | Stagione 1 e 2 |
| Sebastián Ayala       | Maicol Araya                | Stagione 1 e 2 | Stagione 1 e 2 |
| Karla Melo            | Flavia Tello                | Stagione 1 e 2 | Stagione 1 e 2 |
| Blanca Lewin          | Ana                         | Stagione 1 e 2 | Stagione 1 e 2 |
| Gastón Salgado        | Claudio                     | Stagione 1 e 2 | Stagione 1 e 2 |
| Rocio Monasterio      | Katherine "Kathy"           | Stagione 1 e 2 | Stagione 1 e 2 |
| Roberto Farías        | Francisco "Pancho" Valdivia | Stagione 1 e 2 | Stagione 1 e 2 |
| Cristián Soto         | Andrés "Zafrada" Rodríguez  | Stagione 1 e 2 | Stagione 1 e 2 |
| Mónica Huenten        | Jennifer "Jenny"            | Stagione 1 e 2 | Stagione 1 e 2 |
| Ricardo Olea          | Eduardo "Lalo" Ramírez      | Stagione 1     |                |
| Paula Aguilera        | Nicole Ovalle               | Stagione 1 e 2 | Stagione 1 e 2 |
| Pablo Rojas           | Ariel Santana               | Stagione 1 e 2 | Stagione 1 e 2 |
| Trinidad González     | Nieves Moncada              |                | Stagione 2     |
| Valentina Muhr        | Isabel Mellado              |                | Stagione 2     |
| María José Illanes    | Lucía Sánchez               |                | Stagione 2     |
| Samuel González       | Samuel "Samu"               | Stagione 1     |                |
| Stephany Meza         | Rosa Pizarro                |                | Stagione 2     |
| Elohim Ramón          | Victor Pizarro              |                | Stagione 2     |
| Rafael de la Reguera  | Gerardo Munizaga            |                | Stagione 2     |
| Ignacia Allamand      | Rosario Errázuriz           | Stagione 1 e 2 | Stagione 1 e 2 |
| Maite Neira           | Victoria "Toya" Araya       | Stagione 1 e 2 | Stagione 1 e 2 |
| Patrick Ordones       | Javier                      |                | Stagione 2     |
| Gonzalo Canelo        | Hámster                     | Stagione 1 e 2 | Stagione 1 e 2 |

### Ricorrenti
| Attore              | Personaggio                       | Stagioni       | Stagioni       |                |
| ------------------- | --------------------------------- | -------------- | -------------- | -------------- |
| Bastián Bodenhöfer  | Rafael Errázuriz                  | Stagione 1     |                |                |
| Jaime Azócar        | Raúl Jorquera                     | Stagione 1 e 2 | Stagione 1 e 2 |                |
| Mónica Carrasco     | Berta Serrano                     | Stagione 1 e 2 | Stagione 1 e 2 |                |
| Daniela Lhorente    | Marisol "Mary"                    | Stagione 1 e 2 | Stagione 1 e 2 |                |
| Otilio Castro       | Juan Tello                        | Stagione 1 e 2 | Stagione 1 e 2 |                |
| Mireya Moreno       | Mirta                             |                | Stagione 1 e 2 | Stagione 1 e 2 |
| Juan Carlos Cáceres | Horacio                           | Stagione 1 e 2 | Stagione 1 e 2 |                |
| Rodolfo Pulgar      | Aníbal Reyes                      | Stagione 1     |                |                |
| Vilma Verdejo       | Gladys                            | Stagione 1     |                |                |
| Mario Bustos        | Arturo                            |                | Stagione 2     |                |
| Silvia Hernández    | Maruja "Bruja" Mardones           | Stagione 1 e 2 | Stagione 1 e 2 |                |
| Alex Quevedo        | Natre                             |                | Stagione 2     |                |
| Tito Bustamante     | Julio Hormazabal                  |                | Stagione 2     |                |
| Daniel Antivilo     | Jorge Rodríguez                   |                | Stagione 1 e 2 | Stagione 1 e 2 |
| Juan José Susacasa  | Benjamin Valdivia                 | Stagione 1 e 2 | Stagione 1 e 2 |                |
| Paulo Meza          | Anfitrión del centro de formación |                | Stagione 2     |                |
| Daniel de la Vega   | Padre de Ariel                    | Stagione 1 e 2 | Stagione 1 e 2 |                |

## Produzione
L'idea per la serie è stata concepita da Javier Bertossi, che era uno studente di giornalismo e stava partecipando ad un laboratorio di sceneggiatura. Successivamente è stato sviluppato da Bertossi, Ignacio Arnold, insegnante del laboratorio, e Nimrod Amitai. Gli sceneggiatori avevano pensato di ambientare la vicenda in un istituto scolastico comunale, ma alla fine hanno deciso di farlo in una scuola privata sovvenzionata, poiché interessati alla figura del titolare. Per ottenere un maggiore realismo nella storia, hanno studiato per mesi il sistema educativo che cercavano di rappresentare, visitando le scuole e intervistando insegnanti e studenti. Il processo di scrittura e produzione della serie è durato circa due anni. I responsabili di El Reemplazante hanno guardato serie e film sull'argomento per trarne ispirazione, tra cui La scuola della violenza, La classe - Entre les murs e La forza della volontà. Secondo Arnold:
Sebbene l'idea di El Remplazante abbia avuto origine prima della mobilitazione studentesca in Cile nel 2011, secondo Ignacio Arnold sono state le marce a dargli forza e ad accelerare la realizzazione del progetto.  Secondo l'attore Iván Álvarez de Araya, la leader studentesca Camila Vallejo avrebbe partecipato ad una delle scene della serie, che alla fine non si è concretizzata.
Le scene ambientate nella fittizia scuola Prince Carlos sono state girate presso il Centro Educativo Ochagavía, situato nel quartiere di Pedro Aguirre Cerda. Alcuni studenti dell'istituto hanno funto da comparse. Inoltre, alcuni dei personaggi presenti nella serie sono stati interpretati da studenti che non avevano esperienza di recitazione. Si è svolto un seminario di due mesi, attraverso il quale sono stati selezionati gli studenti che avrebbero partecipato al progetto. Le riprese degli episodi sono durate circa quattro mesi.
Le registrazioni della seconda stagione della serie sono iniziate il 15 aprile 2013 e si sono concluse il 24 luglio dello stesso anno.
| Stagione         | Episodi | Prima TV originale | Prima TV italia |
| ---------------- | ------- | ------------------ | --------------- |
| Prima stagione   | 12      | 2012               | inedita         |
| Seconda stagione | 8       | 2013-2014          | inedita         |

## Riconoscimenti
- 2013 - Premios Altazor1[10]
  - Miglior attore ad Iván Álvarez de Araya
  - Dirección género dramático
  - Mejor guion
  - Nomination Miglior attore a Sebastián Ayala
- 2013 - Copihue de Oro
  - Nomination Miglior serie televisiva